# Хибарито
Хибарито (исп. jibarito) — сэндвич, приготовленный из сплющенных жареных зелёных бананов вместо хлеба, а также соуса айоли или майонеза со вкусом чеснока, и начинкой, которая обычно включает мясо, сыр, листья салата и помидор. В оригинальном хибарито была начинка из стейка, и это остаётся традиционным, но обычны и другие ингредиенты, такие как курица и свинина.

## История
После прочтения о пуэрто-риканском сэндвиче, созданном в ресторане Plátano Loco в 1991 году, в котором вместо хлеба использовались бананы, ресторатор из Чикаго Хуан «Питер» Фигероа представил хибарито в пуэрто-риканском ресторане Borinquen в Чикаго в районе Гумбольдт-Парк, в 1996 году. Название сэндвича является уменьшительным от Jíbaro, что означает «деревенщина».
Популярность сэндвичей вскоре распространилась на другие латиноамериканские рестораны Чикаго, включая мексиканские, кубинские и аргентинские заведения, а хибарито теперь можно найти и в некоторых популярных закусочных.

## Похожие бутерброды
Другие латиноамериканские бутерброды, подаваемые на жареных бананах, появились ещё до хибарито. Среди них фирменное блюдо венесуэльской кухни под названием патакон, и изобретённые в 1991 году Хорхе Муньосом и Коки Фелисиано закуски, подаваемые в их ресторане Platano Loco в Агуада, Пуэрто-Рико.